# Ariolimax californicus
Ariolimax californicus J. G. Cooper, 1872 è un mollusco gasteropode della famiglia Ariolimacidae.

## Descrizione
Le specie del genere Ariolimax sono le seconde più grandi lumache del mondo, con lunghezze fino a 25 cm; sono note negli Stati Uniti come banana slug, per via del loro aspetto e colorazione. Questo nomignolo deriva dalla loro coloritura simile a quella di una banana con un corpo giallo brillante e, per alcune specie, delle macchie puntiformi nere. Possono modificare il loro colore nel corso del tempo assumendo colorazioni leggermente più intense o più pallide in funzione della luce, del livello di umidità e del cibo cui hanno accesso. Il loro caratteristico colore li aiuta a camuffarsi con i colori del sottobosco.

## Biologia
È un decompositore, cioè si nutre di foglie morte, escrementi di animali, riciclandoli nel terreno. Tra i cibi preferiti da Ariolimax californicus anche i funghi. Questi molluschi sono importanti perché nel procurarsi il cibo contribuiscono alla diffusione di semi e spore. Possono vivere per numerosi anni, ibernandosi sotto un tronco per sopravvivere quando la temperatura esterna si avvicina allo zero.

## Distribuzione e habitat
Ariolimax californicus vive nel sottobosco delle foreste umide lungo la costa del pacifico del Nord America dalla California all'Alaska.

## Nella cultura popolare
Per molti anni Banana Slug fu la mascotte ufficiosa del campus dell'Università della California di Santa Cruz (UCSC). Rappresentava gli elementi più importanti del campus: riflessione, flessibilità, non-aggressività e, forse più di tutto, una sfida iconoclastica verso lo status quo. Inoltre, le Banana Slug sono comuni nella regione di Santa Cruz e hanno un rapporto simbiotico con le sequoie (Sequoia sempervirens) che crescono abbondanti nel campus universitario. Nel 1986 gli studenti chiesero che la Banana Slug venisse finalmente riconosciuta come mascotte ufficiale.
Nonostante la richiesta degli studenti, il cancelliere del campus nel scegliere una mascotte optò per il leone marino (Zalophus californianus), ritenuto più dignitoso e meglio adatto a rappresentare l'istituzione universitaria di una semplice lumaca gialla. Gli studenti la pensavano diversamente, cominciarono a protestare vestendo magliette con il logo Fiat Slug e chiesero un referendum abrogativo. Al netto rifiuto posto dell'Università, che considerava la questione del tutto frivola, gli studenti si organizzarono e raccolsero in proprio i fondi necessari per finanziare il referendum. Le votazioni, seguite dai principali media nazionali, decretarono il definitivo successo delle lumache gialle che vinsero con uno strepitoso rapporto di quindici a uno.